# Новое время (Латвия)
Но́вое вре́мя (латыш. Jaunais laiks) — правая политическая партия в Латвии.
Основана в 2002 году бывшим президентом Банка Латвии Эйнаром Репше. В 2002, во время избирательной кампании, Новое время обещало бороться с коррупцией и уклонениями от налогов. В соответствии с обещаниями Нового времени сбор налогов в бюджет Латвии должен был возрасти до 400 миллионов латов (около 750 миллионов $), что позволило бы увеличить финансирование многих программ и снизить налоги. Кроме того, программа Нового времени включает правоориентированные реформы систем здравоохранения и образования, такие, как перевод высшего образования на полностью платную основу.
На выборах Восьмого Сейма 5 октября 2002 года партия получила 23,9 % голосов избирателей и 26 из 100 мест в сейме, образовав самую большую фракцию. Сформировала правительственную коалицию вместе с тремя другими партиями, пост премьер-министра занял Эйнар Репше. В январе 2004 года коалиция распалась и Репше подал в отставку, сохранив пост лидера партии. Из партии вслед за этим вышли два депутата Сейма, основавшие партию «Новые демократы».
Партия находилась в оппозиции до октября 2004 года, когда присоединилась к коалиционному правительству Айгара Калвитиса. Покинула коалицию после скандала, связанного с покупкой голосов на местных выборах в Юрмале, с которым связывают одного из коалиционных партнёров, Первую Партию. Новое время потребовало, чтобы Первая Партия вышла из коалиции, а 13 апреля 2006, получив отказ, все министры от Нового времени подали в отставку.
Лидер Нового времени с 2008 года — Солвита Аболтиня, бывший министр юстиции, глава парламентской фракции — Дзинтарс Закис.
Новое время является частью Европейской Народной Партии, с 2004 года представлено 2 депутатами в Европейском парламенте.
На выборах Девятого Сейма партия заняла третье место с 16,38 % голосов и 18 мандатами, оставшись крупнейшей оппозиционной партией.
6 августа 2011 года вошла в состав партии «Единство».